# Стадницкий, Юзеф Антоний
Юзеф Антоний Стадницкий из Жмигруда (? — ноябрь 1736) — польский государственный деятель, подстолий буский (1713), каштелян любачувский (1718—1731) и белзский (1731—1736).

## Биография
Представитель польского шляхетского рода Стадницких герба «Шренява без креста». Один из двух сыновей Викторина Стадницкого (1630—1684), каштеляна пшемысльского, и Терезы Томиславской. Младший брат воеводы волынского Яна Франтишека Стадницкого.
На сеймике Русского воеводства 27 февраля 1697 года, во время междуцарствия после смерти короля Яна III Собеского, Юзеф Антоний Стадницкий был избран в каптуровый суд. 7 декабря 1713 года он был назначен подстолием буским. В сентябре 1715 года шляхта Белза избрала его депутатом в Коронный Трибунал. 4 января 1718 года Юзеф Антоний получил должность каштеляна любачувского.
После смерти своего племянника Казимира Стадницкого, старосты либушского, Юзеф Антоний стал опекуном его малолетнего дочери Терезы Оссолинской (1717—1776). В 1719 году он во второй раз был избран белзским депутатом в Коронный Трибунал. 13 октября 1731 года получил должность каштеляна белзского. Во время междуцарствия, после смерти короля Августа II, Юзеф Антоний Стадницкий 18 марта 1733 года был избран маршалком каптуровых судов Белзского воеводства. На элекционном сейме он подписал манифест, осуждающий всех тех, кто способствовал вторжению российских войск в Польшу. 12 сентября 1733 года он поддержал кандидатуру Станислава Лещинского и подписал конвент, приведенный к присяге новым королем. В последующие годы, не участвовал в политической жизни, но активно поддерживал Станислава Лещинского. Скончался в ноябре 1736 года. Во время подготовки, связанных с выводом его тела из Ярослава в Жабно и похоронами, заболел и умер его сын Франтишек. Похороны Юзефа Антония и его сына состоялись 11 февраля 1737 года в костёле в Одпорышуве.
Был женат на Софии Маковецкой (? — 1740), от брака с которой у него было пять сыновей и четыре дочери:
- Франтишек Стадницкий (? — 1737), хорунжий любачувский
- Ян Юзеф Стадницкий  (? — 1766), хорунжий грабовецкий
- Шимон Стадницкий  (? — перед 1775), барский конфедерат
- Александр Стадницкий, хорунжий грабовецкий
- Михал Ян Стадницкий  (1732—1789), ректор Collegium Nobilium пиаристов в Варшаве.
- Катарина Стадницкая
- Иоанна Стадницкая
- Юстина Стадницкая
- Барбара (Ефрожина) Стадницкая, монахиня-кармелитка во Львове.